# (7100) Martin Luther
(7100) Martin Luther ist ein Asteroid des Hauptgürtels, der am 29. September 1973 vom niederländischen Astronomenehepaar Cornelis Johannes van Houten und Ingrid van Houten-Groeneveld entdeckt wurde. Die Entdeckung geschah im Rahmen des Palomar-Leiden-Surveys, bei dem von Tom Gehrels mit dem 120-cm-Oschin-Schmidt-Teleskop des Palomar-Observatoriums aufgenommene Feldplatten an der Universität Leiden durchmustert wurden.
Der Himmelskörper wurde am 8. Dezember 1998 nach dem deutschen Augustinermönch und Theologieprofessor Martin Luther (1483–1546) benannt, der als Reformator damalige Fehlentwicklungen der Römisch-katholischen Kirche beseitigen und sie in ihrer ursprünglichen evangelischen Gestalt wiederherstellen („re-formieren“) wollte. Die Lutherbibel, Luthers Theologie und Kirchenpolitik trugen zu tiefgreifenden Veränderungen der europäischen Gesellschaft und Kultur in der Frühen Neuzeit bei. Nicht zuletzt hat Luther die Entwicklung der neuhochdeutschen Sprache entscheidend beeinflusst.